# کریستوفر اولسن (قایقران قایق بادبانی)
کریستوفر اولسن (انگلیسی: Kristoffer Olsen; ۸ اوت ۱۸۸۳ – ۴ اوت ۱۹۴۸) قایقران قایق بادبانی اهل نروژ بود.